# جيسي لي تورنر
جيسي لي تورنر (بالإنجليزية: Jesse Lee Turner)‏ هو مغني أمريكي، ولد في 1938.